# Кокаиновые ночи
«Кокаиновые ночи» (англ. Cocaine Nights) — роман английского писателя Дж. Г. Балларда. Соединяя элементы детектива и антиутопии, роман прослеживает любительское расследование изощрённого убийства в элитном курорте на испанском средиземноморском побережье. Ключевым мотивом сквозь действие романа проступает вопрос: что может пробудить современную буржуазию от летаргии огороженных особняков, спутникого телевидения и прописываемых антидепрессантов? Предложенный автором ответ — насилие, наркотики и порнография — нуждается в эксперименте, в котором участвуют все герои романа.
В следующем романе — «Суперканны» (2000) — Баллард развивает дальше тему «Кокаиновых ночей», сместив место действия на Лазурный Берег и заменив курорты на бизнес-парк.